# Новоільїновка (Комсомольський район)
Новоільї́новка (рос. Новоильиновка) — село у складі Комсомольського району Хабаровського краю, Росія. Адміністративний центр та єдиний населений пункт Новоільїновського сільського поселення.

## Населення
Населення — 86 осіб (2010; 129 у 2002).
Національний склад (станом на 2002 рік):
- росіяни — 97 %